# Otarka
Otarka (Neophoca) – rodzaj ssaków z rodziny uchatkowatych (Otariidae).

## Zasięg występowania
Rodzaj obejmuje jeden gatunek występujący u wybrzeży Australii.

## Morfologia
Długość ciała samic 130–180 cm, samców 250 cm; masa ciała samic 61–105 kg, samców 200–300 kg; długość ciała noworodków 60–70 cm o masie ciała 6,4–7,9 kg.

## Systematyka
Rodzaj zdefiniował w 1866 roku angielski zoolog John Edward Gray w artykule poświęconym czaszkom uchatek opublikowanym na łamach The Annals and magazine of natural history. Na gatunek typowy Gray wyznaczył (oznaczenie monotypowe) otarkę australijską (N. cinerea).

### Etymologia
Neophoca: gr. νεος neos ‘nowy’; rodzaj Phoca Linnaeus, 1758 (foka).

### Podział systematyczny
Do rodzaju należy jeden występujący współcześnie gatunek: 
- Neophoca cinerea (Péron, 1816) – otarka australijska

Opisano również gatunek wymarły żyjący w plejstocenie:
- Neophoca palatina King, 1983